# Gianfranco Stella
Gianfranco „Franco“ Stella (* 20. Dezember 1938 in Asiago) ist ein ehemaliger italienischer Skilangläufer und Skibergsteiger.

## Werdegang
Stella trat international erstmals bei den Nordischen Skiweltmeisterschaften 1962 in Zakopane in Erscheinung. Dort belegte er den 19. Platz über 15 km und den fünften Rang mit der Staffel. Bei den Olympischen Winterspielen 1964 in Innsbruck kam er auf den 18. Platz über 30 km. Seinen größten internationalen Erfolg hatte er bei den Nordischen Skiweltmeisterschaften 1966 in Oslo. Dort holte er die Bronzemedaille mit der Staffel. Zudem errang er dort den 21. Platz über 30 km und den 12. Platz über 15 km. Bei den Olympischen Winterspielen 1968 in Grenoble lief er auf den 23. Platz über 30 km und auf den 13. Rang über 15 km. Zwei Jahre später kam er bei den Nordischen Skiweltmeisterschaften in Vysoké Tatry auf den 27. Platz über 30 km, auf den 17. Rang über 15 km und auf den sechsten Platz mit der Staffel. Sein letztes internationales Rennen absolvierte er bei den Olympischen Winterspielen 1972 in Sapporo. Dort belegte er den 28. Platz über 15 km. Bei italienischen Meisterschaften siegte er im Jahr 1968 über 15 km, 30 km und mit der Staffel von C.S. Esercito.
Als Skibergsteiger gewann Stella in den Jahren 1971 und 1973 den Trofeo Mezzalama im Team und 1962 und 1966 den Trofeo del Canin.